# Burg Lülsdorf
Die Burg Lülsdorf ist eine Burg im Niederkasseler Stadtteil Lülsdorf in Nordrhein-Westfalen. Sie ist Wahrzeichen und Bestandteil des Niederkasseler Stadtwappens.

## Geschichte

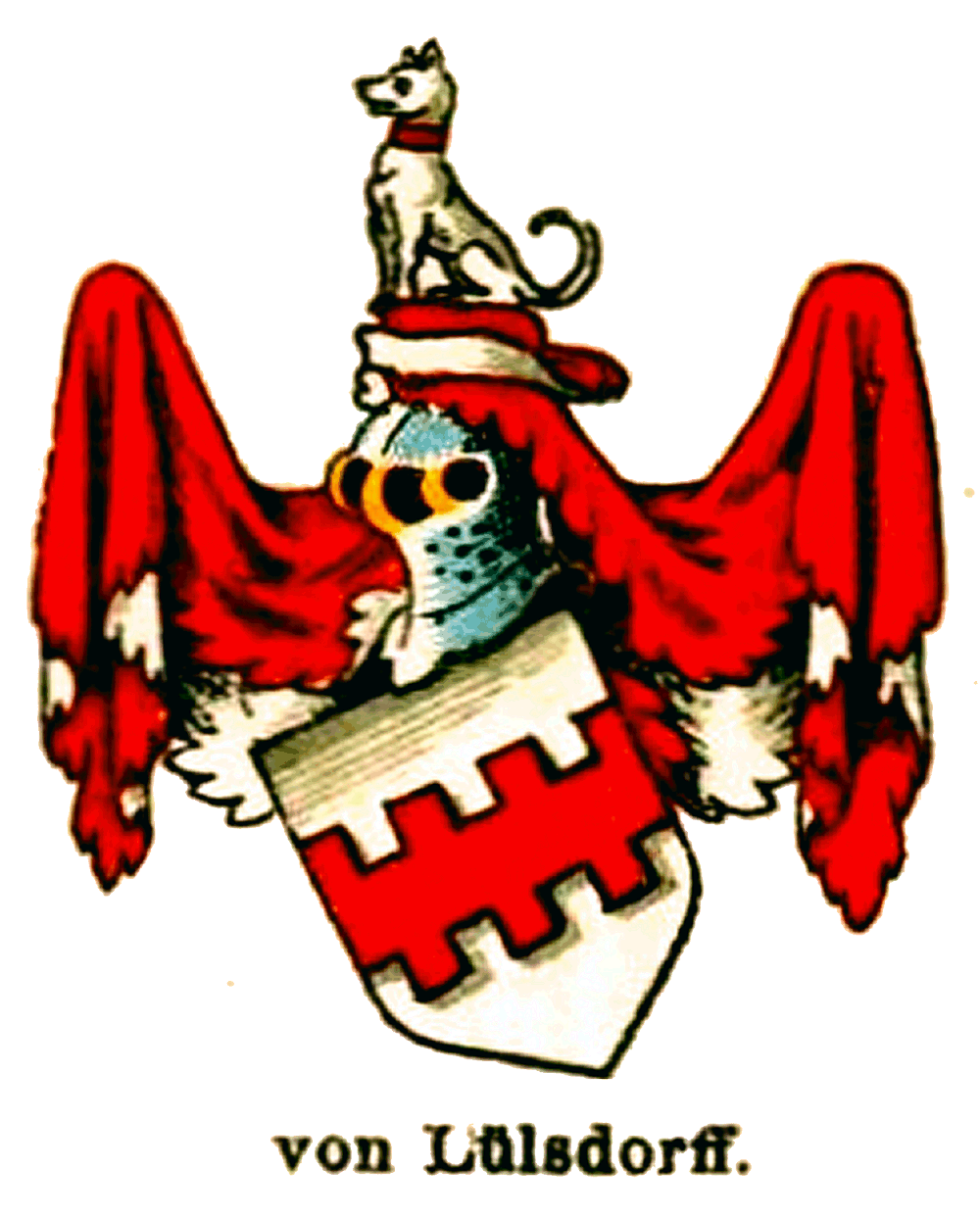
Wappen der Herren von Lülsdorf

Erbaut wurde sie im 12. und 13. Jahrhundert und war Sitz der Herren von Lülsdorf. Im Jahr 1380 kam die Vogtei Lülsdorf zum Herzogtum Berg und wurde um 1530 zum Sitz des Amtes Löwenberg. 
Nach mehrmaligem Besitzerwechsel entstand 1446 daraus das neue Amt Lülsdorf mit den Kirchspielen Lülsdorf, Volberg, Mondorf und Bergheim. Rheidt und Niederkassel wurden unter anderem mit Sieglar (Troisdorf) zum Amt Löwenburg zusammengefasst. Die Vogtei Lülsdorf, die später durch Wilhelm IV. von Berg in Amt Lülsdorf im Herzogtum Berg umbenannt wurde, war Verwaltungssitz, der Sitz befand sich auf der Burg Lülsdorf.
„Dieses Amt ist zwaren nicht groß, dennoch sehr gut, und können die Untertanen allhier sehr wohl bestehen, maßen das Terrain gut und von allem, was dem Landmann nötig, versehen, und was derselbe übrig, kann sehr teuer zu Bonn oder zu Cöln verkaufen.“
1642 wurde die Burg als Lehen an den Generalfeldmarschall Peter Melander von Holzappel übertragen. Nach mehrfachen Zerstörungen war sie bis 1949 eine Ruine und wurde danach wieder aufgebaut. Im Jahr 2005 diente die Burg unter anderem als Wohngebäude. 2006 wurde sie an den Immobilienunternehmer Herbert Hillebrand verkauft.

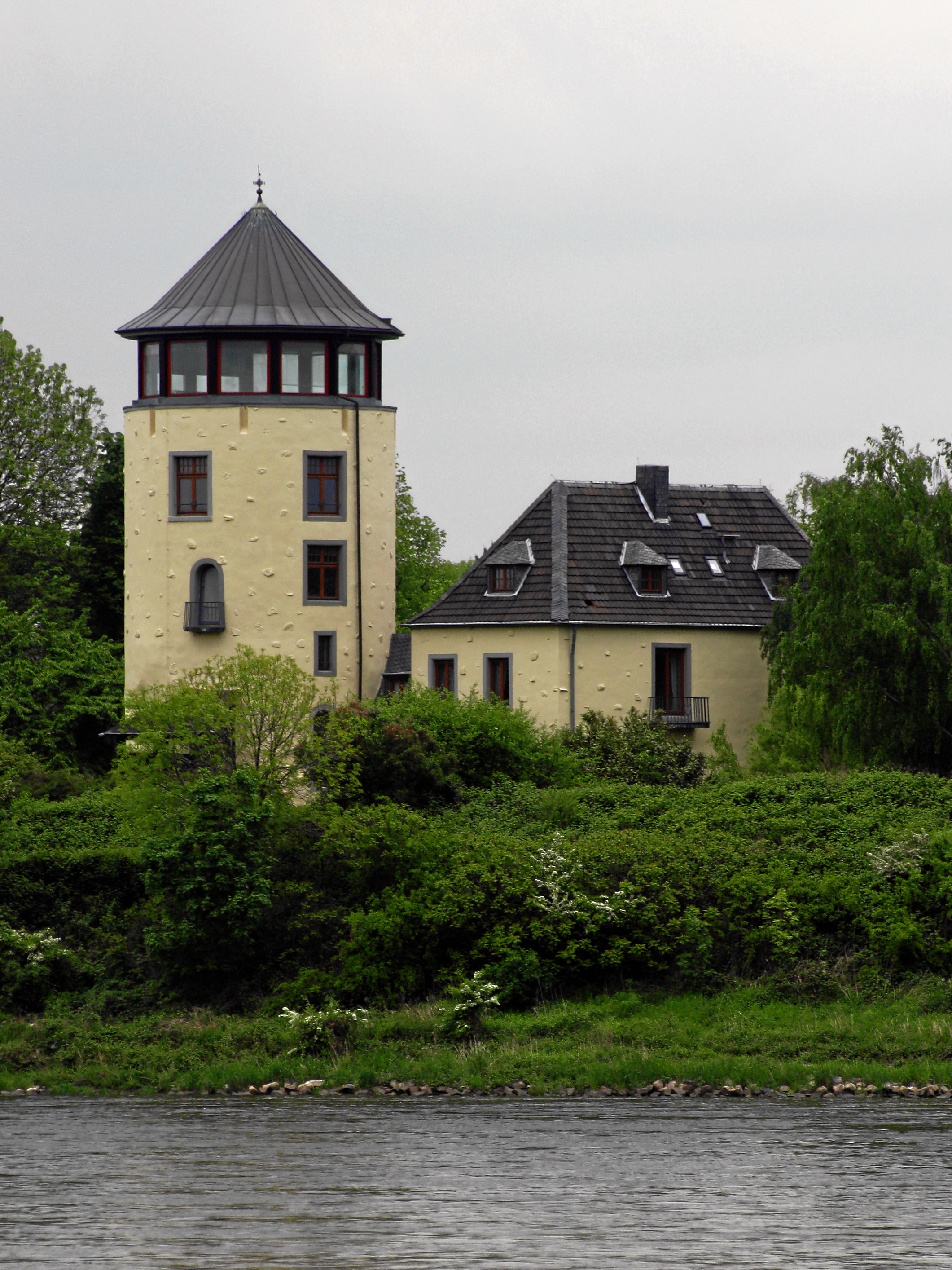
Burg Lülsdorf aus Wesseling gesehen